# Miki Endo
Miki Endo (遠藤 未希, Endō Miki, 18 de Julho de 1986, Japão – 11 de Março de 2011, Minamisanriku, Japão) era uma servidora do Departamento de Administração de Crises de Minamisanriku, responsável pelos avisos e alertas.

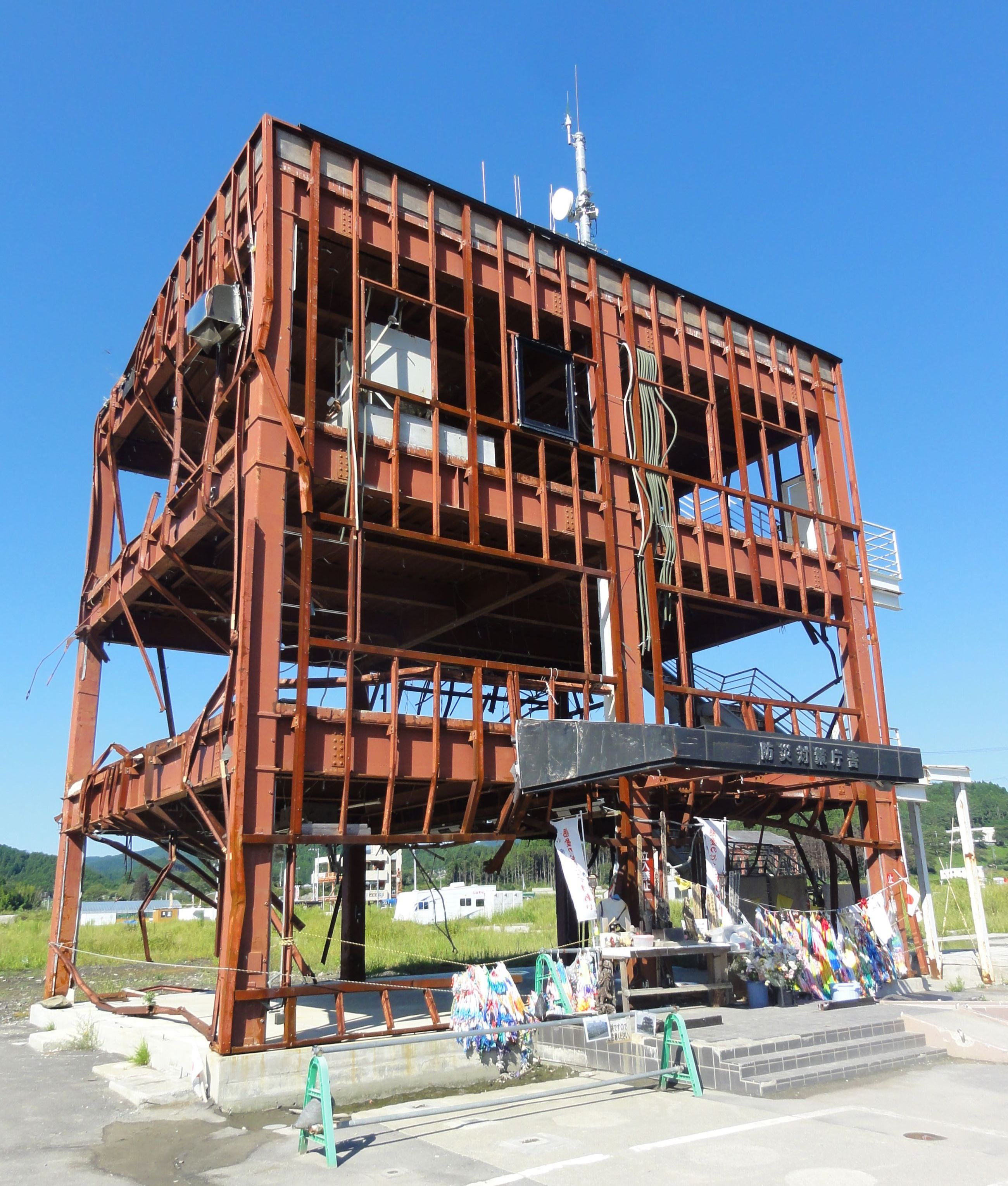
Os restos do prédio do Departamento de Gerenciamento de Crises, onde Miki Endo estava quando foi levada pelo tsunami.

Durante o terremoto e tsunami de Tōhoku em 2011, ela permaneceu em seu posto no segundo andar do prédio de três andares do Centro de Gerenciamento de Crises, continuando a transmitir avisos e alertas pelo sistema de alto-falantes da comunidade enquanto o tsunami varria o prédio e silenciava os alto-falantes, matando-a e destruindo a cidade.  Das cerca de 40 pessoas que fugiram para o telhado do edifício, apenas 11 sobreviveram, agarrando-se à antena do telhado. 
Ela foi aclamada pela mídia japonesa como uma heroína por sacrificar sua vida e recebeu o crédito por salvar muitas vidas. Seu corpo foi descoberto e identificado pelas autoridades em 23 de abril de 2011, mais de um mês depois do tsunami.  
A sede de três andares do departamento permaneceu de pé, mas foi completamente destruída, restando apenas um esqueleto de aço de cor vermelha. Fotos feitas durante o tsunami mostram o telhado do edifício completamente submerso no auge da inundação, com algumas pessoas agarradas à antena do telhado. Os restos do edifício foram preservados durante a recuperação da cidade. 